# إسطركن برازيلي
إسطركن برازيلي (الاسم العلمي:Strychnos brasiliensis) هو نوع من النباتات يتبع جنس الإسطركن من الفصيلة اللوغانية.